# Coming Forth by Day
Coming Forth by Day är ett musikalbum från 2015 av den amerikanska jazzsångaren Cassandra Wilson. Albumet är en hyllning till Billie Holiday.

## Låtlista
1. Don't Explain (Billie Holiday/Arthur Herzog Jr) – 4:35
2. Billie’s Blues (Billie Holiday) – 5:08
3. Crazy He Calls Me (Bob Russell/Carl Sigman) – 6:20
4. You Go to My Head (J. Fred Coots/Haven Gillespie) – 4:10
5. All of Me (Gerald Marks/Seymour Simons) – 4:07
6. The Way You Look Tonight (Jerome Kern/Dorothy Fields) – 3:51
7. Good Morning Heartache (Dan Fisher/Irene Higginbotham/Ervin Drake) – 4:57
8. What a Little Moonlight Can Do (Harry Woods) – 4:10
9. These Foolish Things (Jack Strachey/Harry Link/Eric Maschwitz) – 4:14
10. Strange Fruit (Lewis Allan) – 4:55
11. I’ll Be Seeing You (Irving Kahal/Sammy Fain) – 6:10
12. Last Song (for Lester) (Cassandra Wilson/Kevin Breit/Robby Mashall/Jon Cowherd/Martyn Casey/Thomas Wydler) – 5:51

## Medverkande
- Cassandra Wilson – sång, gitarr (spår 10)
- Robby Marshall – saxofon (spår 1, 7, 9, 10, 12), klarinett (spår 2, 7, 10), basklarinett (spår 2, 3, 5, 6, 8), flöjt (spår 4), melodica (spår 5)
- Kevin Breit – gitarr (spår 1–5, 7–12), banjo (spår 2, 6)
- Jon Cowherd – piano (spår 1, 3–5, 7–11), Rhodes-piano (spår 2, 9, 12), orgel (spår 6, 10)
- Martyn Casey – bas
- Thomas Wydler – trummor, slagverk
- Nick Zinner – gitarr (spår 4, 9, 10, 12)
- T Bone Burnett – barytongitarr (spår 2, 4, 7)
- Eric Gorfain – stråkar (spår 3–5, 8, 10, 11)
- Daphne Chen – stråkar (spår 3–5, 8, 10)
- Lauren Chipman – stråkar (spår 3–5, 8, 10)
- Richard Dodd – stråkar (spår 3–5, 8, 10)
- VDP Orchestra – stråkar (spår 4, 6)